# Karl Korsch
Karl Korsch (Tostedt, 15 augustus 1886 - Belmont, 21 oktober 1961) was een Duitse marxistisch theoreticus en met Georg Lukács en Antonio Gramsci de belangrijkste grondlegger van het westers marxisme. Zijn bekendste werken zijn Marxisme en filosofie uit 1923 en Karl Marx uit 1938.

## Jeugd
Korsch werd geboren in een gezin uit de middenklasse. Zijn vader Carl Korsch was griffier bij de rechtbank en met Terese Raikowski had hij naast Karl nog vier dochters en een zoon. Zijn vader had een grote belangstelling voor filosofie en schreef een ongepubliceerd werk over de monadeleer van Gottfried Wilhelm Leibniz. Tussen 1892 en 1898 ging Karl naar de volksschool waarna het gezin verhuisde naar Obermaßfeld in het hertogdom Saksen-Meiningen. Zijn vader kon aan het werk bij een bank in Meiningen waar hij uiteindelijk onderdirecteur zou worden. Dit gaf de kinderen de kans om verdere opleidingen te volgen. Karl bezocht tussen 1898 en 1906 het Henfling-Gymnasium Meiningen. Hij deelde zijn vaders interesse voor filosofie, maar in plaats van Leibniz ging zijn voorkeur uit naar Immanuel Kant.

## Opleiding
Tussen 1906 en 1909 studeerde Karl internationaal recht, economie en filosofie aan de universiteit van Jena. Hij studeerde ook enige tijd in München en Genève. Hij voelde een afkeer van de militaristische Burschenschaften en in Jena sloot hij zich aan bij de hervormingsgezinde Freien Studentenschaft en werd redacteur van hun blad Jenaer Hochschulzeitung. Deze stond een reformistische sociale politiek voor van verbeteringen en bescherming voor arbeiders binnen het kapitalistische systeem zonder dit gehele systeem om te willen gooien. Dit was een reactie op de sociale ontwikkelingen ten gevolge van de snelle industrialisatie. Hij organiseerde lezingen voor het gezelschap waarbij onder meer Eduard Bernstein en Karl Liebknecht spraken en raakte zo zijdelings betrokken bij de Sozialdemokratische Partei Deutschlands (SPD). Tijdens een van die lezingen ontmoette hij Hedda Gagliardi met wie hij in 1913 zou trouwen en twee dochters kreeg. Ook legden zij contacten met de fabriek van Zeiss waar onder meer winstdeling en arbeidersdemocratie waren doorgevoerd.
Hoewel filosofie zijn voorkeur had, promoveerde hij op aandringen van zijn vader in 1910 in het recht bij Heinrich Gerland met Die Anwendung der Beweislastregeln im Zivilprozeß und das qualifizierte Geständnis. Hierin gaf hij onder meer aan dat er in de rechtswetenschap te veel aandacht was voor de abstracte rechtsregels en te weinig voor hoe deze in de praktijk moeten worden toegepast. Hoewel hij daarna stage liep in het recht (Vorbereitungsdienst), heeft hij hier nooit zijn beroep van gemaakt. Hij schreef daarna voor het tijdschrift Die Tat van Eugen Diederichs, maar zijn onderwerpen sloten niet aan bij het mystiek-religieuze karakter van het blad. Van 1910 tot 1911 vervulde Korsch zijn dienstplicht in Meiningen. In 1912 trad hij toe tot de SPD; hij voelde zich vooral aangetrokken tot de reformistische, "Bernsteiniaanse" vleugel van die partij.

## Fabian Society en Eerste Wereldoorlog
In 1912 kon hij aan het werk in Londen als assistent van de rechtsgeleerde Ernest Schuster. Hij trad daar toe tot de "Fabian Nursery," de jongerenafdeling van de Fabian Society. Deze had een liberaal hervormingsstreven en was niet beïnvloed door het marxisme en kon dit dan ook kritisch benaderen. In Die Tat schreef hij 'Die Fabian Society' waarin hij stelde dat er overeenkomsten waren met de SPD, maar ook enkele verschillen. Een verschil was dat er actief hervorming werd nagestreefd en er niet vanuit werd gegaan dat de omwenteling onvermijdelijk was en dus vanzelf zou komen. Een ander verschil was volgens hem het democratische gehalte van de Britse samenleving. Hierdoor was het onderscheid tussen staatssocialisme en sociaaldemocratie zoals dat werd gemaakt in Duitsland betekenisloos. En hoewel de Fabian Society wel deed aan theorievorming, was dit geen doel op zichzelf, maar lag de nadruk op de praktische uitvoering. Zij hadden via hun Committee of Inquiry on the Control of Industry onder leiding van Beatrice Webb ook blauwdruk geschreven over hoe een socialistische samenleving er uit moest zien. Korsch zelf schreef daarover in Die Tat in 1912 'Die sozialistische Formel für die Organisation der Volkswirtschaft'. Het praktische aspect zou een belangrijk onderdeel blijven vormen in zijn werk.
Vlak voor de Eerste Wereldoorlog in 1914 uitbrak, kreeg hij het bevel terug te keren naar zijn kazerne in Meiningen. Hoewel hij niet wilde vechten voor het Vaterland, zag hij ook op tegen internering als vijandige buitenlander. In het leger was hij luitenant, maar werd al snel gedegradeerd tot sergeant toen hij zich uitsprak tegen de inval in België waaraan hij deelnam. Zoals hij betoogde, ging de schending van de Belgische neutraliteit in tegen het internationale recht. Sindsdien weigerde hij een wapen te dragen en stelde dat de kans om gedood te worden net zo groot was als met wapen. In plaats van te doden, stelde hij zich tot doel zoveel mogelijk levens te redden en werd zo bevorderd tot kapitein en verkreeg het IJzeren Kruis. Aan het einde van de oorlog was zijn gehele compagnie er voor om de oorlog te beëindigen door niet meer te vechten. Pas begin 1919 demobiliseerde zijn compagnie vanwege de ontstane onrust.

## Socialisatie
Na de Novemberrevolutie van 1918 ontstonden overal in wat nu de Duitse Republiek was arbeiders- en soldatenraden. Korsch was onder de indruk van die radenbeweging, maar er niet direct bij betrokken. Hij raakte wel betrokken bij de socialisatiecommissie voor de mijnbouw als assistent van Robert Wilbrandt. De commissie onder leiding van Karl Kautsky had weinig invloed omdat deze voorbij werd gestreefd door enerzijds de eigenmachtige socialisatie van fabrieken en mijnen door arbeiders en anderzijds door het uitvaardigen van de kolenindustriewet (Gesetz über die Regelung der Kohlenwirtschaft) waarmee de kolenindustrie gesocialiseerd moest worden.
Nu bleek het gebrek aan praktische instelling van het Duitse socialisme waardoor het niet de vruchten kon plukken van de nieuwe situatie. In Freies Deutschland schreef hij in 1919 een praktische benadering, 'Was ist Sozialisierung?'. Hierin brak hij met de sociale politiek en het idee van geleidelijke hervorming. Privé-eigendom moest beëindigd worden, in een keer of in stappen. In dit werk lijkt voor het eerst zijn verschuiving waar te nemen van Kant richting Hegel en het dialectisch materialisme. Hij zocht hier een manier om tegemoet te komen aan zowel consumenten als producenten. Het gevaar bestond dat het particuliere kapitalisme vervangen werd door of een consumentkapitalisme (staatskapitalisme) of een producentenkapitalisme. Consumentenkapitalisme hield in dat consumenten hun aandeel van de opbrengst en controle zouden opeisen en dit zou het resultaat kunnen zijn van nationalisatie, communalisatie en van consumentencoöperaties. Producentenkapitalisme zou het gevolg kunnen zijn van arbeiders die winstdeling en controle over het arbeidsproces eisten via productieve coöperaties en syndicalisme. In plaats daarvan was voor Korsch het doel van socialisatie het werkelijke gemeenschappelijke eigendom voor alle producenten en consumenten dat beheerd werd door raden. In 1920 volgde 'Grundsätzliches über Sozialisierung', zijn eerste marxistische werk. 
Korsch zocht ook naar een verklaring waarom in 1917 de Russische revolutie wel slaagde, maar in de rest van Europa de revolutie niet van de grond kwam, terwijl volgens hem in november 1918 de georganiseerde politieke macht van de bourgeoisie werd verpletterd en van buitenaf niets de overgang van kapitalisme naar socialisme meer in de weg stond. Korsch stelde dat dit dan ook geen externe, maar een interne oorzaak van de socialistische beweging was en dat daarbinnen de sociaal-psychologische voorwaarden voor de machtsgreep ontbraken. Een doorslaggevend geloof in de uitvoerbaarheid van een socialistisch economisch systeem ontbrak, evenals de theoretisch grondslag daarvoor.
Daarnaast habiliteerde hij in 1919 met Recht und Rechtsschutz im englischen Zivilprozeß en werd daarna privaatdocent recht in Jena. Vanaf augustus 1923 werd hij daar buitengewoon hoogleraar en vanaf oktober hoogleraar burgerlijk, proces- en arbeidsrecht.

## Kommunistische Partei Deutschlands
Vanaf eind 1919 verdwenen de arbeidersraden van het toneel en werd hun rol overgenomen door bedrijfsraden die in februari 1920 een wettelijke basis kregen met het Betriebsrätegesetz na het bloedbad voor de Rijksdag op 13 januari 1920. Het bloedbad versterkte de vervreemding tussen de arbeiderspartijen van enerzijds de regeringspartij SPD en anderzijds de oppositiepartijen Unabhängige Sozialdemokratische Partei Deutschlands (USPD) en Kommunistische Partei Deutschlands (KPD). Volgens het Komintern was deze verwijdering de oorzaak van het verdwijnen van de revolutionaire beweging die vanaf 1918 had geheerst.
In deze periode verdiepte Korsch zich in de werken van Marx en Engels en daarmee in het marxisme. Zijn breuk met het reformisme liet Korsch in 1919 aansluiten bij de USPD nadat deze zich in 1917 had afgesplitst van de SPD. De SPD had de oorlog gesteund en had een revisionistische koers aangenomen. De USPD was tegen de oorlog en volgde een koers tussen het revisionisme en het revolutionaire bolsjewisme in. Korsch behoorde daar tot de linkervleugel die in december 1920 opnieuw afsplitste en zich aansloot bij de revolutionaire KPD, hoewel hij zich niet kon vinden in de Eenentwintig voorwaarden van Komintern en de grote invloed van de Russische Communistische Partij. In plaats van die centrale aanpak zag hij veel meer in de decentralisatie via arbeidersraden.
In mei 1923 nam hij het initiatief voor de Marxistische Arbeitswoche, een conferentie van bekende marxisten en communisten waaruit het Instituut voor Sociaal Onderzoek (Institut für Sozialforschung, IfS) voort zou komen. In dit jaar schreef hij ook Marxisme en filosofie waarin hij de Hegeliaanse kant van Marx probeerde te belichten als tegenwicht voor de aftakeling van het marxisme in zijn tijd. Zowel marxisten als burgerlijke filosofen zouden volgens Korsch de historische relatie tussen het dialectisch idealisme van Hegel en het dialectisch materialisme van Marx hebben gemist. Daarmee misten zij ook de overeenkomst tussen de proletarische revolutie en de burgerlijke revolutionaire fase tot het revolutiejaar 1848. Na 1848 was de burgerlijke revolutie uitgedoofd en daarmee de Hegeliaanse filosofie. Het marxisme was geen eigen filosofie, maar was de opvolger van de burgerlijke filosofie.

Binnen de Tweede Internationale was de theorie verworden tot een statische analyse van een bepaalde situatie geworden en geen kritische dialectische theorie meer. Daarmee was de theorie geen directe impuls meer tot revolutie. Om dit te onderzoeken, paste Korsch de materialistische methode van Marx toe op de geschiedenis van de marxistische theorie zelf. Het zou Lenin zijn geweest die het verband tussen theorie en praktijk terug had gebracht door de nadruk te leggen op de relatie tussen het marxisme en de staat.

Daarnaast stelde Korsch dat de fout van het vulgair marxisme was er vanuit te gaan dat de burgerlijke ideologie automatisch zou verdwijnen na de revolutie. Volgens Korsch was de burgerlijke samenleving veerkrachtig en moest deze bestreden worden met wetenschappelijk socialisme. Met wetenschappelijk socialisme worden de burgerlijke filosofie en wetenschappen met hun ideologie overbodig.

De Tweede Internationale had de koppeling tussen revolutionaire theorie en praktijk bijna volledig genegeerd, zoals Lenin al had vastgesteld in Staat en revolutie uit 1918. Dit probleem lag daarmee volgens Korsch niet bij Marx, maar bij zijn epigonen, zijn navolgers.

Dit toepassen van de marxistische analyse op het marxisme zelf kreeg zware kritiek te verduren vanuit zowel sociaaldemocratische als communistische hoek. Vanuit de eerste hoek stelde Kautsky dat de communisten vergeten waren dat de revolutie slechts mogelijk was onder specifieke voorwaarden.
Zowel in Thüringen als in Saksen werd in oktober 1923 een coalitie gevormd van SPD en KPD. Dit was een legale coalitievorming en verschilde dus van de Bierkellerputsch in München van Adolf Hitler van een maand later. In Berlijn echter twijfelde niemand eraan dat de toetreding tot de regering slechts een voorbode was van een gewapende communistische opstand. Die plannen waren ook daadwerkelijk gemaakt in Moskou waarbij de Proletarische honderden tijdens Rode Oktober de macht moesten overnemen in Duitsland, zoals zes jaar eerder in Rusland tijdens de Oktoberrevolutie. Vanwege die dreiging vaardigde rijkspresident Friedrich Ebert een rijksexecutie waarmee de Reichswehr een einde kon maken aan de communistische regeringsdeelname. Na deze Oktobernederlaag werd de KPD tijdelijk verboden en verloor veel draagvlak. Begin 1924 werd de partij opnieuw gelegaliseerd, maar binnen de partij volgde een felle strijd waarbij Heinrich Brandler, August Thalheimer en Jacob Walcher af werden gezet en de Linkse Oppositie rond Ruth Fischer en Arkadi Maslow aan de leiding kwam.
Korsch was van 16 oktober tot 12 november 1923 minister van Justitie in Thüringen geweest en moest daarna enige tijd onderduiken. In februari 1924 werd Korsch echter alweer verkozen in de Thüringer Landtag en in de Rijksdag. Onder de nieuwe leiding van de KPD werd hij hoofdredacteur van het KPD-partijblad Die Internationale. In de zomer nam Korsch deel aan het vijfde congres van Komintern in Moskou. Op dit congres stelde Grigori Zinovjev naar aanleiding van Marxisme en filosofie van Korsch, Geschiedenis en klassenbewustzijn van Lukács en verzamelde werken van Antonio Graziadei dat als nog meer professoren dit soort theorieën zouden delen, zij allen verloren zouden zijn.

## Linkse oppositie
Na het overlijden van Vladimir Lenin in januari 1924 won Jozef Stalin de daaropvolgende machtsstrijd. Dit had zijn weerslag op de KPD met een toenemende bolsjewisering en het overnemen van de partijlijn uit Moskou, waaronder de stelling dat het kapitalisme een tijdelijke stabilisatie ondervond, wat een revolutie tijdelijk onmogelijk maakte. Dit kon rekenen op kritiek van Korsch en in 1925 werd hij dan ook weggestuurd bij Die Internationale. Daarop richtte Korsch in januari 1926 met Ernst Schwarz de partijfactie Entschiedene Linke op en begon hij het blad Kommunistische Politik. Zij keerden zich tegen de Nieuwe Economische Politiek, noemden Stalin een Bauernnapoleon en de Sovjet-Unie een dictatuur van de koelakken. Op 3 mei 1926 werd Korsch uit de partij gezet waarna hij met andere uitgestotenen waaronder Fischer de groep Linke Kommunisten vormde in de Rijksdag. In september viel deze groep echter uiteen en ook aan Kommunistische Politik kwam een einde. Korsch bleef tot 1928 wel lid van de Rijksdag.
In 1929 schreef hij een kritiek op Kautsky, Die materialistische Geschichtsauffassung. Eine Auseinandersetzung mit Karl Kautsky. Het kautskyisme zou het marxisme ontdoen van zijn revolutionaire karakter.
In 1931 schreef Korsch De crisis van het marxisme. Dit zou tot 1971 ongepubliceerd blijven. In dit werk stelde hij dat:
1. er niet slechts sprake is van een crisis van de marxistische beweging, maar van het marxisme zelf. Waar hij in Marxisme en filosofie nog stelde dat de crisis te wijten was aan de opvolgers van Marx en Engels, stelde hij nu dat dit inzicht oppervlakkig en zelfs onjuist is[7]
2. het marxisme dat nu in een kritische fase verkeerde, een product was van de tweede helft van de negentiende eeuw, maar opgebouwd was uit eerdere elementen van het nog niet volledig ontwikkelde kapitalisme uit een tijd die drastische verschilde met het einde van de negentiende eeuw. Daarmee is de theorie geen uitdrukking van de bestaande klassenstrijd, maar die van voorgaande periodes. Daardoor ontbreekt het verband tussen theorie en praktijk
3. na 1850 brak een nieuw kapitalistisch tijdperk aan waarin het proletariaat een relatief hoog ontwikkelingsniveau had bereikt waarbij sociale revolutie binnen handbereik kwam, praktisch gezien door de onrusten van die tijd en theoretisch aan de hand van de utopisch socialisten. Het werk van Marx en Engels bekritiseerde enerzijds de bestaande klassensamenleving en de bestaande proletarische beweging en anderzijds het werk van de utopische socialisten. Zij formuleerden zo de werkelijke voorwaarden voor revolutionaire actie. In de jaren 1870 waren de omstandigheden echter veranderd zonder dat de marxistische theorie mee was veranderd
4. van een zich vanuit een materialistische visie op de geschiedenis voortdurend aanpassende theorie, veranderde het marxisme in een abstracte en passieve theorie. Alle economische fenomenen worden afgeleid uit een kritiekloos, axiomatisch concept van waarde. Na de dood van Marx en Engels verwerd het marxisme van een levende theorie tot niet meer dan een ideologie. Tegen die orthodoxe marxistische theorie vormden zich het vakbonds-reformisme, het revolutionair syndicalisme en het leninistisch bolsjewisme. Niet de objectieve ontwikkeling van het kapitalisme, maar het subjectieve handelen van de arbeidersklasse werd hierin centraal gesteld
5. geen van de genoemde bewegingen is een oplossing voor de crisis. Vooral het orthodoxe marxisme is daarbij een belemmering. Daarentegen kan noch het reformistische staatssocialisme van de sociaaldemocratische partijen, noch het communistische anti-imperialisme zomaar afgeschreven worden. In de kernlanden van het internationaal kapitalisme werd het ooit revolutionaire en antistaatse sociaaldemocratisch marxisme omgevormd tot reformistisch staatssocialisme. In de gebieden daarbuiten is het kapitalisme onvoldoende ontwikkeld om het oude marxisme te kunnen gebruiken, aangezien dit uitgaat van een kapitalisme dat oudere sociaal-economische vormen heeft overwonnen. Het anti-imperialisme van het communisme kan daarbij wel een rol spelen
6. daarmee behoort het marxisme tot het verleden om te worden opgevolgd door een doorontwikkeling van het marxisme.

## Ballingschap
Op 30 januari 1933 werd Adolf Hitler rijkskanselier. Met zijn Nationaalsocialistische Duitse Arbeiderspartij was hij fel anti-communistisch en de Rijksdagbrand van 27 februari was het excuus om de communisten te vervolgen. Op 7 april werd de Gesetz zur Wiederherstellung des Berufsbeamtentums aangenomen, waarmee Karl en Hedda hun aanstelling aan de universiteit verloren. Hedda vertrok daarna naar Stockholm, maar Karl bleef daarna nog enige tijd ondergedoken in Berlijn in een poging om verzet tegen Hitler te organiseren. Uiteindelijk ontvluchtte hij nazi-Duitsland in oktober, daarbij gebruikmakend van zijn militaire onderscheidingen. Hij belandde eerst in Denemarken, waar ook Bertolt Brecht heen was gevlucht. Korsch had Brecht al in Duitsland onderwezen in het marxisme, waarbij Brecht Korsch en Fritz Sternberg had uitgezocht omdat Korsch geen orthodoxe partij-ideoloog was.
Hij reisde daarna tussen Denemarken, Zweden waar zijn vrouw verbleef en Londen. In Londen werd hem gevraagd om voor de serie 'Modern Sociologists' het vijfde deel te schrijven. Dit was een serie onder redactie van Morris Ginsberg en Alexander Farquharson van de London School of Economics. In 1935-36 werkte hij dit uit terwijl hij in Denemarken in Svendborg in de buurt van Brecht verbleef. In deze 'Svendborg Marx' richtte hij zich vooral op de rijpe Marx. Waar hij in Marxisme en filosofie nog bestudeerde hoe het marxisme voortkwam uit de klassieke burgerlijke filosofie, beschreef hij in Karl Marx hoezeer het beïnvloed was door de klassieke economie. Waar Marx zich in zijn vroege jaren poogde te ontdoen van de filosofie, was het in Het Kapitaal dat hij een wetenschappelijke analyse wist te ontwikkelen. Hoewel Marx zich afzette tegen wat hij noemde vulgaire economen, bouwde hij wel voort op de klassieke economie.
Op 4 april 1935 werden de Duitse socialistische vluchtelingen Dora Fabian en Mathilde Wurm dood gevonden in hun appartement in Londen. Hoewel er officieel werd vastgesteld dat zij zelfmoord hadden gepleegd, werd dit betwijfeld door andere vluchtelingen. Fabian zou hulp hebben geboden bij het onderzoek naar de ontvoering van Berthold Jacob door Gestapo-agent Hans Wesemann. De verklaring voor zelfmoord zou worden ondersteund doordat Korsch de affaire die hij had met Fabian had verbroken.
Het klimaat in Londen was ongunstig voor communisten en het visum van Korsch werd in 1936 dan ook niet verlengd. Hij vertrok daarna naar de Verenigde Staten, waar zijn oudste dochter Sibylle al enige tijd verbleef en daarna ook zijn vrouw Hedda en jongste dochter Barbara Maria. Korsch droeg bij aan International Council Correspondence van Paul Mattick. De naam werd in 1938 veranderd in Living Marxism en in 1942 in New Essays, waarna het het jaar daarop ophield te bestaan. Met de psycholoog Kurt Lewin schreef hij in 1939 'Mathematical Constructs in Psychology and Sociology' waarin onder meer de veldtheorie besproken werd.
Gedurende de oorlog gaf hij kort les aan het State College of Washington en Cornell University, vanaf 1943 gevolgd door een driejarig contract voor sociologie aan de Tulane University, dat hij echter na twee jaar verbrak. Hoewel hij nog wel een netwerk had, verkreeg hij daarna geen vaste aanstelling meer en raakte zo steeds meer in een isolement. In combinatie met de Koude Oorlog en het versterkte kapitalisme resulteerde in een pessimisme over de toekomst van het marxisme waarover hij in 1950 'Zehn Thesen über Marxismus heute' schreef. Hij richtte zich daarna meer op de wereld buiten het Westen.
In 1956 werd een hersenziekte geconstateerd en zijn laatste jaren verbleef Korsch in het McLean Hospital, een psychiatrisch ziekenhuis, waar hij ook overleed.

### Publicaties inDie Tat
Karl Korsch publiceerde in de periode tussen 1912 en 1920 ongeveer twintig artikelen en recensies in Die Tat. Dit was een (Duits) maandblad, dat rond die tijd een sociaal-religieuze signatuur had. Gerlach signaleert dat de eerste, door Korsch in Engeland voor dit tijdschrift geschreven stukken, de aanzet tot zijn latere standpunten bevat: de "geheel en al ondogmatische, empirische en bij alle verschijningsvormen van de arbeidersbeweging aansluitende denkwijze, het beklemtonen van de actieve rol van de gedachten, het begrip voor de betekenis van het institutionele en de humanistische rechtvaardiging van het socialisme."
Tot de in Die Tat gepubliceerde teksten behoren onder andere:
- (de) Korsch, Karl  (1912). Die Fabian Society. Die Tat  4 (8): 422–427
- (de) Korsch, Karl  (1912). Die sozialistische Formel für die Organisation der Volkswirtschaft. Die Tat  4 (9): 507–509 (herdrukt in : Karl Korsch (1974) - Politische Texte. Frankfurt : Europäische Verlagsanstalt, p. 17. Transcriptie: in Marxists' Internet Archive)

## Secundaire bronnen
- Hugues C. Boekraad en Henk Hoeks  (1975). Aantekeningen over auteurs en teksten. Te Elfder Ure (TEU)  (17): xvi-xliv (TEU17 had als thema:  Marxisme 3: het marxisties wetenschapsbegrip en bevatte een vertaling van (delen van) Korsch' tekst Der Standpunkt der Materialistischen geschichtsauffassung, 1922)
- Karl Korsch (redactie: Erich Gerlach) (1977). Marxisme en filosofie. Het Wereldvenster, Baarn. (vertaling — door H. Hom — van: Marxismus und Philosophie. Frankfurt : Europäische Verlagsanstalt 1966 (OCLC 905796420). Hierin:
  - Erich Gerlach (1977). Marxisme en filosofie. Het Wereldvenster, Baarn, "De ontwikkeling van het marxisme van revolutionaire filosofie tot de wetenschappelijke theorie van het proletarische handelen bij Karl Korsch".
- Goode, P. (1979): Karl Korsch. A Study in Western Marxism, Springer
- Kellner, D. (2014):'Korsch's Revolutionary Marxism' in Korsch, K.: Karl Korsch. Revolutionary Theory, University of Texas Press